# Exergonikus reakció
A termodinamikában exergonikus reakcióknak nevezzük azokat a reakciókat, amelyek energialeadással járnak. A kifejezés egyik része, az -ergonikus, a görög tő ergon=munka; az ex prefixum pedig a görög ex=kivenni valamiből szóból származik. Termodinamikai tekintetben a munka, az energia egy formája, az, amit a rendszer a környezetnek ad le. Ellentétben az endergonikus reakciókkal, az exergonikus reakciók a környezetnek energiát adnak le. Azaz egy ilyen reakció során energia kerül a rendszerből a környezetbe. 
Az exergonikus reakciók megfelelnek a termodinamika második főtételének, hiszen leszálló (downhill) folyamatok energia szempontjából. Így a vizsgált rendszerben, melyben egy ilyen reakció folyik, megnövekedett véletlenszerűség, instabilitás és rendezetlenség észlelhető. Ebből következik, hogy ilyen folyamatok spontán is végbemehetnek.